# Merlo
Merlo jest miastem i zarazem gminą (hiszp.: partido, municipio, departamento) w prowincji Buenos Aires w Argentynie. Liczy około 500 tys. mieszkańców. Miasto jest częścią  aglomeracji Buenos Aires (Wielki Buenos Aires). Jest siedzibą biskupstwa katolickiego (Diecezja Merlo-Moreno). Na terenie gminy Merlo znajduje się 
uniwersytet z obiektami w San Antonio de Padua i Merlo.
Miasta: Merlo, San Antonio de Padua (św. Antoniego Padewskiego), Parque San Martín, Libertad, Pontevedra i Mariano Acosta. 
Główna polska wspólnota żyje w Parque San Martín. Wystawiono tu pomnik generała Teofila Iwanowskiego.
Miasto założył w roku 1755 Francisco Javier de Merlo.

## Demografia
| Rok  | Liczba ludności |
| ---- | --------------- |
| 1869 | 2469            |
| 1895 | 3595            |
| 1914 | 6990            |
| 1947 | 19 865          |
| 1960 | 100 146         |
| 1970 | 188 868         |
| 1980 | 292 587         |
| 1991 | 390 858         |
| 2001 | 469 985         |